# A kazak tenge emlékérméi
A kazak tenge emlékérméi a Kazahsztánban használt valuta, a tenge emlékérméi. A forgalomban megtalálhatóak, és névértéken használhatóak is. Eddig 8 különböző emlékérmét vertek.

## Érmék
| Előlap | Hátlap | Érték     | Átmérő  | Tömeg   | Anyag                                 | Perem           | Esemény                 | Verési év | Vert darab |
| ------ | ------ | --------- | ------- | ------- | ------------------------------------- | --------------- | ----------------------- | --------- | ---------- |
|        |        | 20 tenge  | 31,1 mm | 10,72 g | Réz-nikkel                            | Recés, betűkkel | Az ENSZ 50. évfordulója | 1995      | 5,000,000  |
|        |        | 100 tenge | 24,5 mm | 6,45 g  | Réz-nikkel mag, nikkel-sárgaréz gyűrű | Recés, betűkkel | A kazak nép hét csodája | 2020      | 500,000    |